# 瑪莉·布朗克絲
瑪莉·布朗克絲（英語：Marley Brinx，1994年8月4日—），是一名加拿大色情女演員和成人模特兒。

## 早年生活
瑪莉·布朗克絲於1994年8月4日出生在加拿大安大略省的首府多倫多，來自一個擁有英國、蘇格蘭、愛爾蘭、挪威和莫霍克人血統的家庭。

## 演藝生涯
2015年，20歲的瑪莉與男朋友布蘭登一起進入了色情產業，他們與成人網站《MOFOS》聯繫，之後她也開始參與拍攝許多其他知名網站和品牌的作品。
2016年，她被《AVN獎》和《成人產業獎》提名為「最佳新人」。同年她也以作品《Father Figure》被提名AVN獎的「最佳男/女性愛場景」，還以《Innocence of Youth in August》獲得成人產業獎的「最佳場景 - 插圖發行」提名。
2017年，她在《Tushy》的作品《My DP 3》拍攝了自己的第一次雙插性愛場景。
目前為止，她已經演出了至少240個場景。

## 私人生活
在私下受訪時談到，自己喜歡的性愛動作是舐陰，因為這是她第一個真實的做愛經驗。喜歡的姿勢是女上位，這是她的高潮姿勢。而最喜歡的則是後背體位，她表示因為可以感受到自己被插入，它超級深且超硬。瑪莉的身上有許多的刺青，在左邊肩膀上面的美國原住民女性代表著自己的祖母和原住民血源。再往下面一點則是一個時鐘，上面刺著日期2008年12月14日，也是自己與未婚夫的第一次約會的時間。下面還有一個獅子座的獅子圖案，因為她是1994年8月4日出生的。在另外一邊還有兩個星座的圖案，代表著對自己的生命有影響的人，一個是她未婚夫的天蠍座，而另一個則是兩名摩羯座的朋友，他們都深深地打動了她的心。在左邊屁股上面一點大約腰部左右的地方，有一個15歲時就刺的文字，上面是瑪麗蓮·夢露的名言：「不完美是美麗的、而瘋狂是種才華，處於極度荒謬的狀態總比無聊到死好。」（Imperfection is beauty, madness is genius and it's better to be absolutely ridiculous than absolutely boring.），這也是她的招牌刺青。

## 獎項和提名
| 年分 | 獎項                 | 項目                        | 作品                                                 | 結果 |
| ---- | -------------------- | --------------------------- | ---------------------------------------------------- | ---- |
| 2016 | AVN獎                | 最佳新人                    | 不適用                                               | 提名 |
| 2016 | AVN獎                | 最佳男/女性愛場景           | Father Figure                                        | 提名 |
| 2016 | AVN獎                | 最佳口交性愛場景            | Marley                                               | 提名 |
| 2016 | AVN獎                | 粉絲獎：最火辣新人          | 不適用                                               | 提名 |
| 2016 | 成人產業獎           | 最佳新人                    | 不適用                                               | 提名 |
| 2016 | 成人產業獎           | 最佳場景 - 插圖發行         | Innocence of Youth 8                                 | 提名 |
| 2016 | 成人電影評論家組織獎 | 最佳新人                    | 不適用                                               | 提名 |
| 2017 | AVN獎                | 最佳肛交性愛場景            | Marley Brinx Pushes the Temperature Up to Sizzling   | 提名 |
| 2017 | AVN獎                | 最佳三人性愛場景 - 女/女/男 | Me, My Brother and Another                           | 提名 |
| 2017 | 成人產業獎           | 最佳場景 - 插圖發行         | Naughty Rich Girls 15                                | 提名 |
| 2018 | AVN獎                | 最佳肛交性愛場景            | Interracial and Anal 4（與約書亞王子）               | 提名 |
| 2018 | AVN獎                | 最佳三人性愛場景 - 女/女/男 | Art of Anal Sex 4（與亞莉安娜·瑪麗和Christian Clay） | 提名 |
| 2019 | AVN獎                | 最佳VR性愛場景              | Wonder Woman (A XXX Parody)                          | 提名 |
| 2019 | 成人產業獎           | 最佳性愛場景 - 喜劇發行     | Dirty Grandpa                                        | 提名 |
| 2019 | 成人產業獎           | 最佳VR性愛場景              | Wonder Woman (A XXX Parody)                          | 提名 |

## 外部連結
- 瑪莉·布朗克絲的X（前Twitter）（2015年1月 －）
- 瑪莉·布朗克絲的Instagram帳戶（2018年12月 －）
- 瑪莉·布朗克絲在互联网电影资料库（IMDb）上的資料（英文）
- 瑪莉·布朗克絲在網際網路成人電影資料庫
- 成人電影資料庫上瑪莉·布朗克絲的资料（英文）